# Ашеберг
Ашеберг (њем. Ascheberg) општина је у њемачкој савезној држави Северна Рајна-Вестфалија. Једно је од 11 општинских средишта округа Коесфелд. Према процјени из 2010. у општини је живјело 14.945 становника. Посједује регионалну шифру (AGS) 5558004, NUTS (DEA35) и LOCODE (DE AEG) код.

## Географски и демографски подаци
Ашеберг се налази у савезној држави Северна Рајна-Вестфалија у округу Коесфелд. Општина се налази на надморској висини од 60-120 метара. Површина општине износи 106,3 km². У самом мјесту је, према процјени из 2010. године, живјело 14.945 становника. Просјечна густина становништва износи 141 становника/km².

## Међународна сарадња
| Мјесто | Држава  | Врста сарадње | Од    |
| ------ | ------- | ------------- | ----- |
| Буђано | Италија | партнерство   | 2004. |
| Извор  |         |               |       |